# Il birraio di Preston
Il birraio di Preston è un romanzo di Andrea Camilleri, pubblicato nel 1995 dalla casa editrice Sellerio.

## Storia editoriale
Come in altri libri a contenuto storico, Camilleri prende ispirazione anche in questo romanzo da un avvenimento reale descritto nella Inchiesta sulle condizioni della Sicilia (1875-1876), pubblicata nel 1969 dall'editore Cappelli di Bologna.
I fatti descritti nell'inchiesta si svolsero storicamente a Caltanissetta, dove un diffuso malumore popolare per il malgoverno centrale fu accresciuto dall'intervento inopportuno del prefetto Fortuzzi (il Bortuzzi del romanzo), di origine fiorentina, dalla mentalità quindi molto lontana da quella dei siciliani, nel voler far rappresentare per l'inaugurazione del nuovo teatro della città l'opera lirica Il birraio di Preston di Luigi Ricci.
Come lo stesso autore scrive nel post-scriptum posto alla fine dell'indice del libro, l'ordine di lettura dei capitoli può essere variato senza che si perda il senso della trama. In questo, il libro rappresenta uno straordinario esercizio letterario raccontando i medesimi fatti da punti di vista diversi a ogni capitolo.
Con questo libro partecipa nel 1996 al Premio Vittorini di Siracusa ma, pur risultando tra i tre vincitori, il Superpremio della giuria viene assegnato a Gustaw Herling.

## Trama
L'incipit del primo capitolo del romanzo "Era una notte buia e tempestosa", che nel linguaggio siculo-italiano di Camilleri diviene "Era una notte che faceva spavento, veramente scantusa", riprende scherzosamente il celebre incipit di Edward Bulwer-Lytton usato a più riprese dal bracchetto-scrittore Snoopy delle strisce di Peanuts di Charles M. Schulz, che lo stesso Camilleri cita nell'indice dell'opera. Anche gli incipit degli altri capitoli richiamano quelli di altri scritti, come l'Autore indica espressamente nell'indice del romanzo.
In questa notte di tregenda si sveglia il piccolo Gerd Hoffer che, alzatosi perché spinto dalla necessità di non bagnare di pipì il letto, come gli è capitato altre volte e perciò duramente punito a timbulate (schiaffoni) dal padre, l'ingegnere minerario tedesco Fridolin Hoffer, sostenitore di un'educazione teutonica, vede dalla finestrella della sua stanza un chiarore dalla parte di Vigata e crede sia la luce dell'alba. Avverte quindi il padre che capisce subito che si tratta di un incendio e, inventore di una nuova macchina a vapore per spegnere gli incendi, accorre entusiasta a Vigata per sperimentare finalmente il suo ritrovato. «Ma come è nato l'incendio?» chiede l'ingegnere durante la corsa a suon di tromba verso Vigata, a un contadino che gli risponde, lasciandolo sbalordito: «Ah. Pare che la soprano a un certo punto stonò».
Per chiarire il mistero dell'incendio che riguarda il nuovo teatro di Vigata, bisogna risalire all'impuntatura del prefetto toscano di Montelusa, sua eccellenza Eugenio Bortuzzi, di voler far rappresentare all'inaugurazione l'opera lirica "Il birraio di Preston" di Luigi Ricci.
I melomani di Vigata sono in rivolta: nel locale circolo "Famiglia e progresso" i soci non sopportano l'imposizione del prefetto, giudicano Ricci una "mezza calzetta" e la sua musica "una risciacquatura di un'opera di Mozart", ma soprattutto protestano perché essendo vigatesi disprezzano tutto quello che proviene dai montelusani.
Ma il prefetto non demorde, si è amminchiato ("intestardito") a voler rappresentare "Il birraio di Preston" per cui darà mano libera al suo factotum, il noto uomo di rispetto, il sempre sorridente Emanuele Ferraguto detto don Memè, di usare tutti i mezzi leciti e illeciti per imporre la sua volontà.
Zu Memè intimidirà allora il suocero del direttore del foglio satirico La gallina faraona, fino ad allora autore di feroci messe in ridicolo del prefetto, che pubblicherà un pacificatore invito ai vigatesi ad apprezzare l'opera di Ricci. Lo stesso Ferraguto farà incollare e sorvegliare i manifesti per l'inaugurazione, subito strappati, che esaltano l'opera Il birraio di Preston, e farà arrestare con l'accusa di furto un umile onesto falegname, conosciuto come un grande intenditore di musica, perché, appositamente interpellato per esprimere un giudizio, ha criticato apertamente l'opera di Ricci.
Il prefetto, dal canto suo, chiederà l'intervento dell'esercito per presidiare il teatro nel caso in cui nascessero disordini, ma dinanzi al fermo rifiuto del piemontese generale Casanova, su suggerimento di don Memè, si servirà del capitano Villaroel e dei suoi cavalleggeri per bloccare le uscite del teatro e delle guardie municipali per serrare le porte dei palchi al fine di impedire al pubblico di abbandonare la rappresentazione per protesta.
Finalmente arriva il 10 dicembre 1874, giorno della inaugurazione del teatro "Re d'Italia" e della rappresentazione dell'opera con la presenza di popolani e borghesi che o tranquillamente ignorano quanto avviene sul palcoscenico o si limitano a feroci battute nei confronti dei poveri cantanti che non sanno più che pesci prendere.
Ma la farsa si trasforma in tragedia quando nell'intervallo della rappresentazione, qualcuno prova a uscire per andare alla toilette e viene prontamente fermato dalle guardie municipali. A questo punto sotto gli occhi terrorizzati del prefetto e del sorriso che mai abbandona il viso di don Memè, incominciano ad apparire lame di coltelli e revolver.
La scena diviene frenetica quando un colpo di moschetto sfugge a una guardia municipale mezzo addormentata terrorizzando la già provata attrice che sta cantando in quel momento e che trasforma l'acuto in una specie di "sirena di papore (vapore), rauca potentissima". Il rumore dello sparo amplificato dall'acustica del teatro, l'urlo della "sirena a vapore", il tonfo del corpo sulle tavole del palcoscenico della cantante svenuta, sono gli elementi conclusivi che fanno pensare agli spettatori allo scoppio di una bomba e che trasformano il teatro in un caos che giunge al culmine con lo sfondamento delle porte da dove irrompe sciabolando con i suoi cavalleggeri il capitano Villaroel, che mette eroicamente in salvo il prefetto e la sua consorte.
Nel frattempo altri personaggi stanno agendo all'insaputa di tutti nei sotterranei del teatro: sono dei congiurati mazziniani che stanno incendiando il teatro per farne nascere uno scompiglio da cui far originare una rivolta di popolo, ma da cui invece ne deriverà drammaticamente la morte di due amanti soffocati dal fumo nella stanza di una casa accanto al teatro e un altro morto scambiato per un malfattore colpito da un milite.
Il romanzo continua con una serie di avvenimenti farseschi e drammatici dove alla fine si rivelerà il motivo della accanita volontà del prefetto nel far rappresentare Il birraio di Preston a Vigata: in uno stile all'Aleardi, romantico decadente, il prefetto scrive una lettera all'adorata moglie rivelando che la sua testardaggine nel voler far rappresentare Il birraio di Preston risale al fatto che è stato proprio durante quello spettacolo a La Pergola di Firenze che egli ha incontrato la sua futura sposa, la quale però, pur compiacendosi dell'omaggio di un inalterato amore, gli ricorda che il giorno in cui si erano incontrati a La Pergola l'opera rappresentata: «L'era mi'a questo birraio ma un'opera di Bohherini, mi pare si chiamasse La Giovannina o qualche hosa di simile», «Si chiamava La Clementina, ora mi ricordo» risponde torvo Bortuzzi.

## Camilleri eI promessi sposi
Gli insegnanti di lettere delle quinte classi ginnasiali del liceo di Ispica, in provincia di Ragusa, hanno deciso a grande maggioranza di sostituire, contrariamente a quanto previsto dai programmi ministeriali, la lettura dei Promessi sposi con quella del Birraio di Preston di Camilleri sostenendo che «l'approccio degli alunni con il romanzo manzoniano finisce con il determinare una ripulsa successiva verso la letteratura».
Camilleri nel sito web a lui dedicato, in una immaginaria lettera a Manzoni, conferma che anche per lui la lettura scolastica dei Promessi sposi risultò faticosa e noiosa ma che tuttavia continuò ad amare la letteratura e che quando in età adulta riprese il libro si rese conto che l'opera ottocentesca per la sua modernità può essere considerata la più grande di tutto l'Ottocento letterario italiano. Se allora il romanzo manzoniano lo annoiò questo era dovuto a quella rappresentazione scolastica dell'autore come un «melenso moralista frequentatore di sacrestie...».
Una citazione dell'opera manzoniana è ne Il birraio di Preston dove, con riferimento a una relazione adulterina della moglie del questore, si allude al legame fra Gertrude, la monaca di Monza, ed Egidio. Nel capitolo intitolato Oh che bella giornata!, infatti, alla fine di un amplesso la moglie del questore risponde a una domanda rivoltale dall'amante. Osserva Camilleri: «la svinturata arrispose» riecheggiando le parole con cui Manzoni allude alla risposta della Gertrude manzoniana a Egidio nel decimo capitolo de I promessi sposi (La sventurata rispose).

## Altri media
Una versione teatrale del romanzo è stata presentata dal Teatro Stabile di Catania nella Stagione 1998-1999 per la regia di Giuseppe Dipasquale che ha collaborato con lo stesso Andrea Camilleri per la riduzione e l'adattamento.

## Edizioni
- Andrea Camilleri, Il birraio di Preston, collana La memoria, Sellerio, 1995,  pp. 234, cap. 24, ISBN 88-389-1098-7.